# Maria Josepa de Baviera
Maria Josepa de Baviera (30 de març de 1739, Múnic - 28 de maig de 1767, Viena) fou Princesa de Baviera amb el tractament d'altesa reial que contragué matrimoni amb l'emperador Josep II del Sacre Imperi Romanogermànic esdevenint emperadriu romanogermànica.
Nada a Múnic essent filla de l'emperador Carles VII del Sacre Imperi Romanogermànic i de l'arxiduquessa Maria Amàlia d'Àustria. Maria Josepa era neta per via paterna de l'elector Maximilià II Manuel de Baviera i de la princesa Teresa Conenguda Sobieski, i per via materna ho era de l'emperador Josep I del Sacre Imperi Romanogermànic i de la princesa Amàlia Guillema de Brunsvic-Lüneburg.
El dia 13 de gener de 1765 es casà per poders a Múnic amb l'emperador Josep II, fill de l'emperador Francesc I del Sacre Imperi Romanogermànic i de l'arxiduquessa Maria Teresa I d'Àustria. El matrimoni fou ratificat a Viena el dia 23 de gener del mateix any.
La parella no tingué descendència i la convivència entre els dos cònjuges es mostrà, francament, infeliç. A la mort de l'emperador Francesc I, emperador romanogermànic, Josep esdevingué emperador del Sacre Imperi Romanogermànic i, en conseqüència, Maria Josepa esdevingué emperadriu.
Maria Josepa morí a l'edat de 28 anys i sense haver assegurat la continuïtat de la dinastia dels Habsburg. A la seva mort, l'emperador Josep II no es tornà a maridar i a la mort d'aquest darrer la Corona traspassà al seu germà, l'emperador Leopold II del Sacre Imperi Romanogermànic, fins aquell moment gran duc de Toscana.